# Dragan Kicanović
Dragan Kicanovic, né le 17 août 1953 à Čačak, est un joueur serbe de basket-ball yougoslave
Il a été l'un des meilleurs joueurs de l'histoire yougoslave, figurant dans la deuxième génération dorée yougoslave, celle des Mirza Delibašić, Krešimir Ćosić.
Il occupe également le poste de président du comité olympique de Serbie-Monténégro de 1996 à 2005.

## Biographie
Il a évolué dans différents clubs européens, d'abord en Yougoslavie à Zeleznicar, KK Borac Čačak, KK Partizan Belgrade club avec lequel il remporte la Coupe Korać en 1978 et 1979. Il évolue ensuite en Italie à Scavolini Pesaro, remportant la Coupe Saporta et en France, au Stade Français Paris

## Palmarès

### Club
- Vainqueur de la Coupe Korać en 1978 et 1979
- Vainqueur de la Coupe Saporta en 1983

### Jeux olympiques d'été
- Médaille d'argent aux Jeux olympiques 1976 à Montréal
- Médaille d'or aux Jeux olympiques 1980 à Moscou

### Championnat du monde
- Médaille d'or du Championnat du monde 1978
- Médaille d'argent du Championnat du monde 1974
- Médaille de bronze du Championnat du monde 1982

### Championnat d'Europe
- Médaille d'or du Championnat d'Europe 1973
- Médaille d'or du Championnat d'Europe 1975
- Médaille d'or du Championnat d'Europe 1977
- Médaille d'argent du Championnat d'Europe 1981
- Médaille de bronze du Championnat d'Europe 1979